# 세균학
세균학(細菌學, 영어: bacteriology)은 미생물 전반에서 특히 세균을 대상으로 연구하는 학문이다. 미생물학의 분과로서 세균 종들의 식별, 분류, 특징 구분을 동반한다.

## 같이 보기
- 미생물학